# شاتو دو بلوآ

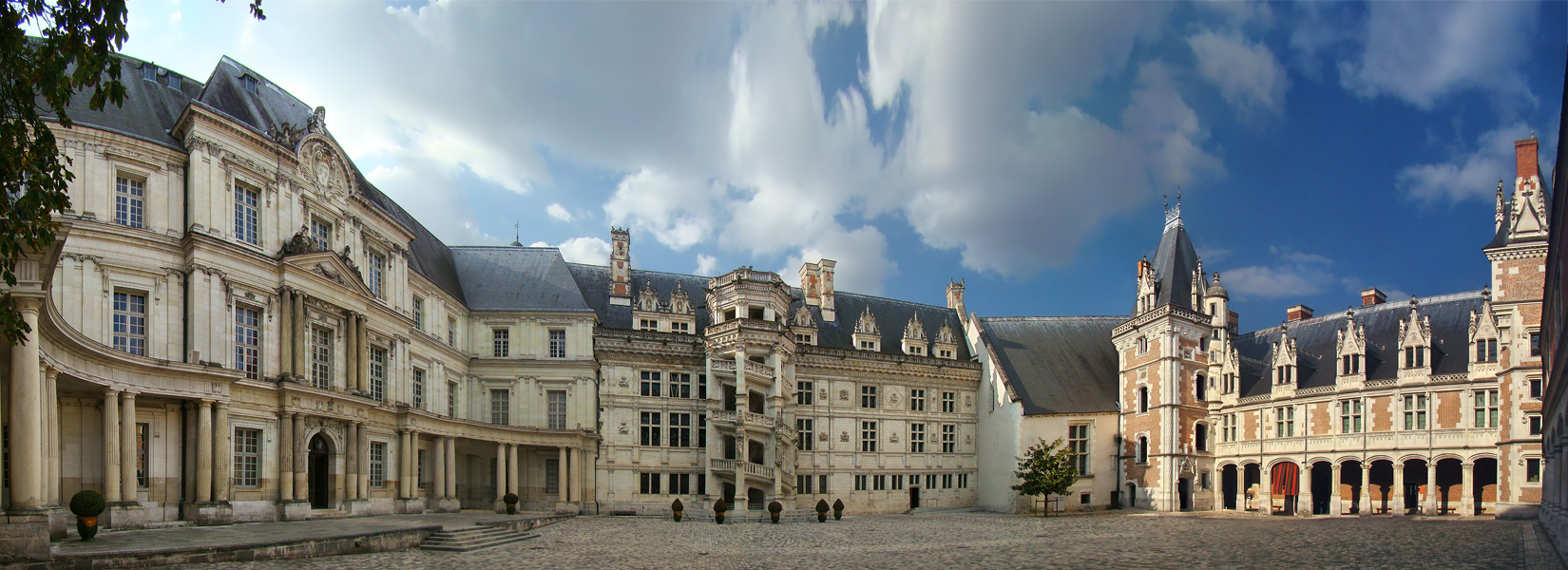
نمای ساختمان به سبک کلاسیک، رنسانس و گوتیک (از چپ به راست)

شاتوی سلطنتی بلوآ (انگلیسی: Château de Blois) یک شاتو در مرکز شهر بلوآ دپارتمان لوآر-ا-شری فرانسه است. این ساختمان سکونت‌گاه تعدادی از شاهان فرانسه بوده‌است. همچنین ژان دارک پیش از یورش به سپاهیان پادشاهی انگلستان در سال ۱۴۳۹ میلادی در همین مکان تقدیس شد. این شاتو از تعدادی ساختمان مجزا تشکیل شده‌است که بین قرن‌های ۱۳ تا ۱۷ میلادی توسعه یافته‌اند. شاتوی بلوآ ۵۶۴ اتاق و ۷۵ راه‌پله دارد که امروزه تنها از ۲۳ تای آن‌ها استفاده می‌شود.